# Hawaiʻi State Route 460
Die Hawaiʻi State Route 460 ist eine Straße, welche den Westen der Insel Molokaʻi im US-Bundesstaat Hawaiʻi erschließt.

## Verlauf
Die auch als Maunaloa Highway bekannte Straße verbindet die Ortschaft Kaunakakai an der Südküste der Insel Molokaʻi mit der im Westen der Insel gelegenen Ortschaft Maunaloa und führt vorbei am Flughafen Molokaʻi Airport. Von der 16 Meilen (26 Kilometer) langen Strecke gehen die State Routes 465, 470 und 480 ab, in Kaunakakai geht sie in die State Route 450 über.